# Seiji Hisamatsu
Seiji Hisamatsu (久松 静児, Hisamatsu Seiji) (Ibaraki, 20 de febrer de 1912 - 28 de desembre de 1990) va ser un director de cinema japonès. Va dirigir 101 pel·lícules entre 1934 i 1965. Una de les seves pel·lícules, Onna no Koyomi, va ser seleccionada al 8è Festival Internacional de Cinema de Canes (1955).

## Filmografia selectiva
- 1938: Futari wa wakai (二人は若い)
- 1939: Hyōban gonin musmume (評判五人娘)
- 1940: Musume no haru (娘の春)
- 1947: Chōchō shissō jiken (蝶々失踪事件)
- 1949: Omokage Sanshirō (面影三四郎)
- 1950: Hyōchū no bijo (氷柱の美女)
- 1950: Bibō no umi (美貌の海)
- 1950: Tōkaidō wa kyōjō tabi (東海道は兇状旅)
- 1952: Asakusa kurenai-dan (浅草紅団)
- 1952: Atakake no hitobito (安宅家の人々)
- 1952: Himitsu (秘密)

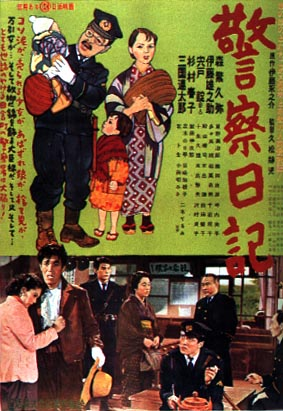
Cartell de Keisatsu nikki (1955)

- 1953: Yōsei wa hana no nioi ga suru (妖精は花の匂いがする)
- 1953: Jūdai no yūwaku (十代の誘惑)
- 1954: Hōrōki (放浪記)
- 1954: Onna no koyomi (女の暦)
- 1954: Haha no hatsukoi (母の初恋)
- 1955: Keisatsu nikki (警察日記)
- 1955: Ofukuro (おふくろ)
- 1955: Wataridori itsu kaeru (渡り鳥いつ帰る)
- 1955: Tsukiyo no kasa (月夜の傘)
- 1955: Zoku keisatsu nikki (続警察日記)
- 1956: Kamisaka Shirō no hanzai (神阪四郎の犯罪)
- 1956: Zakkyo kazoku (雑居家族)
- 1956: Jōshū to tomo ni (女囚と共に)
- 1957: Ujō (雨情)
- 1958: Haha sannin (母三人)
- 1958: Ikari no kotō (怒りの孤島)[3]
- 1958: Tsuzurikata kyodai (つづり方兄妹)
- 1958: Mimizuku (みみずく説法)
- 1960: Shin jōdaigaku (新・女大学)
- 1960: Robo no ishi (路傍の石)
- 1960: Chi no hate ni ikuru mono (地の涯に生きるもの)
- 1962: Sōtome ke no musume tachi (早乙女家の娘たち)
- 1962: Kigeki ekimae onsen (喜劇 駅前温泉)